# Blasphemous
Blasphemous est un jeu vidéo Metroidvania développé par le studio espagnol The Game Kitchen et publié par Team17. Le jeu est sorti sur Nintendo Switch, PC, PlayStation 4 et Xbox One le 10 septembre 2019. Le titre arrivera sur iOS et Android le 25 février 2025.
Le projet est lancé à la suite d'une campagne Kickstarter en 2017.
Les développeurs ont fourni trois DLC gratuits : The Stir of Dawn sorti le 4 août 2020, Strife and Ruin (crossover avec Bloodstained: Ritual of the Night) le 18 février 2021 et Wounds of Eventide le 9 décembre 2021. Une suite intitulée Blasphemous 2 est sortie le 24 août 2023.

## Univers et personnages
Une malédiction infâme est tombée sur la terre de Custodia (stylisé en Cvstodia) et de tous ses habitants - elle est connue simplement comme « Le Miracle ». Le jeu se déroule dans une terre de religion et de superstition, avec de multiples références au christianisme et au folklore andalou.
Le protagoniste du jeu est « le Pénitent » - l'unique survivant du massacre de la confrérie du chagrin silencieux. Il porte un masque et un casque composés d'une couronne d'épines et d'une capirote.
Le pénitent manie une épée, nommée « Mea Culpa », qui a de simples attaques tranchantes, et peut également esquiver et parer les attaques. L'aspect jeu de role est très léger et n'encombre pas le joueur de statistiques à gérer ou d'objets ou équipement à ramasser sur les monstres. Seules quelques capacités spéciales peuvent être acquises tout au long du jeu pour aider le joueur à naviguer sur la carte en plus de combattre les ennemis plus efficacement. Pour cette raison même si ce jeu se qualifie de « metroidvania », ses mécaniques sont plus proches d'un Hollow Knight que d'un Symphony of the Night,.
Bien que le joueur ait une faible barre de vie, il peut la restituer grâce aux « flacons biliaires », qui peuvent être rechargés lorsque le joueur visite certains points de contrôle du jeu. La progression est également enregistrée, le joueur se réincarne à ces points de contrôle lorsqu'il meurt. Lors de la visite de ces points de contrôle, la santé du joueur est complètement rechargée, mais tous les ennemis précédemment tués, à l'exception des boss, réapparaitront dans le jeu.

## Développement
Le directeur créatif Enrique Cabeza cite l'art religieux et l'iconographie de Séville, en Espagne, comme une influence majeure sur l'histoire et le design de Blasphemous. Cabeza cite également des peintres espagnols tels que Bartolomé Esteban Murillo, Francisco de Goya, Jusepe de Ribera, Diego Vélasquez et Francisco de Zurbarán, notant en particulier une inspiration importante de la Procession de flagellants de Goya.

## Accueil
Blasphemous a reçu des critiques « généralement favorables » selon l' agrégateur de critiques Metacritic.
Le jeu a remporté les prix du « meilleur développement espagnol » et du « jeu indépendant de l'année » aux Titanium Awards 2019, où il a également été nommé pour « Best art »,.